# Maileus
Genre
Maileus est un genre d'araignées aranéomorphes de la famille des Salticidae.

## Distribution
Les espèces de ce genre se rencontrent en Malaisie et au Viêt Nam.

## Liste des espèces
Selon World Spider Catalog (version 25.0, 06/07/2024) :
- Maileus fuscus G. W. Peckham & E. G. Peckham, 1907
- Maileus obscurus Logunov, 2024

## Systématique et taxinomie
Ce genre a été décrit par Peckham et Peckham en 1907 dans les Attidae.

## Publication originale
(juillet 2024).
- Peckham & Peckham, 1907 : « The Attidae of Borneo. » Transactions of the Wisconsin Academy of Sciences, Arts, and Letters, vol. 15, p. 603-653 (texte intégral).